# Argument hyperbolického kosinu

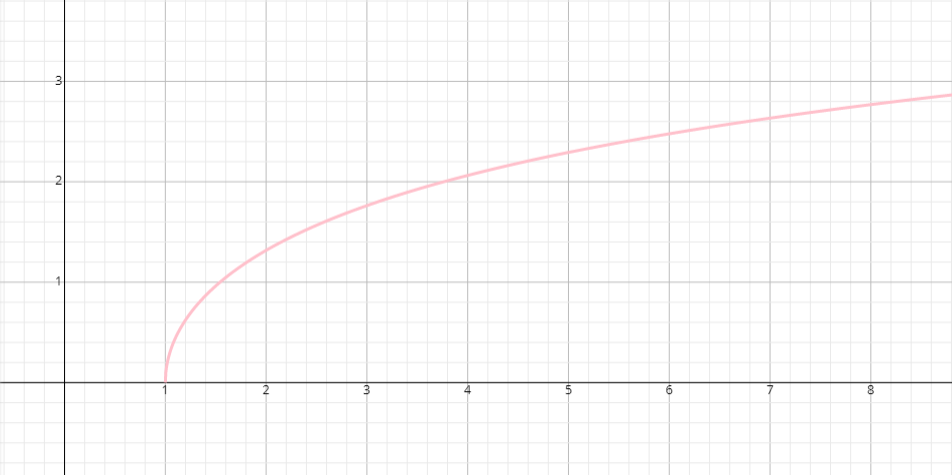
Graf funkce argument hyperbolického kosinu

Argument hyperbolického kosinu je hyperbolometrická funkce. Značí se {\displaystyle \operatorname {argcosh} x}, někdy také {\displaystyle \operatorname {arccosh} x} nebo {\displaystyle \operatorname {ach} x}, případně {\displaystyle \operatorname {cosh} ^{-1}x}.

## Definice
Argument hyperbolického kosinu je definován jako funkce inverzní k hyperbolickému kosinu definovanému na intervalu 
{\displaystyle \langle 0,\infty )}. Platí {\displaystyle \operatorname {argcosh} x=\ln \left(x+{\sqrt {x^{2}-1}}\right)}.

## Vlastnosti
- Definiční obor funkce

{\displaystyle \langle 1,\infty )}
- Obor hodnot funkce

{\displaystyle \langle 0,\infty )}
- Argument hyperbolického kosinu není sudá ani lichá funkce.

- Inverzní funkcí k argumentu hyperbolického kosinu je {\displaystyle \cosh(x)} na intervalu {\displaystyle \langle 0;\,\infty )}.

- Derivace:

{\displaystyle {\frac {d}{dx}}\operatorname {argcosh} \,x={\frac {1}{\sqrt {x^{2}-1}}}}
- Neurčitý integrál:

{\displaystyle \int \operatorname {argcosh} \,x\mathrm {d} x=x\operatorname {argcosh} \,x-{\sqrt {x^{2}-1}}+C}, kde {\displaystyle C} je integrační konstanta.
- Zdola omezená, rostoucí funkce
- Neperiodická

## Vzorce
- {\displaystyle \operatorname {argcosh} \,(\mathrm {i} x)=\mathrm {i} \arccos x}
- {\displaystyle \ln \,x=\operatorname {argcosh} \,{\frac {x^{2}+1}{2x}}}
- {\displaystyle |\operatorname {argcosh} \,x+\operatorname {argcosh} \,y|=\operatorname {argcosh} \,\left(xy\pm {\sqrt {(x^{2}-1)(y^{2}-1)}}\right),\,x\geq 1,y\geq 1}
- {\displaystyle \operatorname {argcosh} \,x=\operatorname {argsinh} \,{\sqrt {x^{2}-1}},x\geq 1}
- {\displaystyle \operatorname {argcosh} \,x=\operatorname {argtanh} \,{\frac {\sqrt {x^{2}-1}}{x}},x\geq 1}
- {\displaystyle \operatorname {argcosh} \,x=\operatorname {argcoth} \,{\frac {x}{\sqrt {x^{2}-1}}},x>1}
- {\displaystyle \operatorname {argcosh} \,x=\ln(2x)-\left(\left({\frac {1}{2}}\right){\frac {x^{-2}}{2}}+\left({\frac {1\cdot 3}{2\cdot 4}}\right){\frac {x^{-4}}{4}}+\left({\frac {1\cdot 3\cdot 5}{2\cdot 4\cdot 6}}\right){\frac {x^{-6}}{6}}+\cdots \right)}

## Užití
- Výpočet {\displaystyle x}-ové souřadnice na řetězovce, známe-li {\displaystyle y}-ovou hodnotu (stavebnictví, architektura).
- Řešení kubické rovnice {\displaystyle x^{3}+px+q=0} pro případ, že {\displaystyle p<0} a diskriminant {\displaystyle 4p^{3}+27q^{2}>0} (rovnice má v tomto případě právě jedno reálné řešení). Pak   {\displaystyle x=-2{\frac {|q|}{q}}{\sqrt {-{\frac {p}{3}}}}\cosh \left[{\frac {1}{3}}\operatorname {arcosh} \left({\frac {-3|q|}{2p}}{\sqrt {\frac {-3}{p}}}\right)\right]}.